# Fuad Muzurović
Fuad Muzurović est un footballeur et un entraîneur monténégrin de football né le 3 novembre 1945 à Bijelo Polje. Il possède également la nationalité bosnienne.

## Carrière

### Joueur
- Jedinstvo Bijelo Polje  Yougoslavie
- FK Sarajevo  Yougoslavie

### Entraîneur
- 1977-1981 : FK Sarajevo  Yougoslavie
- 1983-1984 : KF Prishtina  Yougoslavie
- 1987 : Adana Demirspor K  Turquie
- 1991-1996 : FK Sarajevo  Yougoslavie  Bosnie-Herzégovine
- 1995-1997 :  Bosnie-Herzégovine
- 1998 : Adanaspor  Turquie
- 1999 : Al Arabi Doha  Qatar
- 2001-2002 : FK Sarajevo  Bosnie-Herzégovine
- 2002 : Al Masry  Égypte
- 2004 : Cerezo Ōsaka  Japon
- 2006-2007 :  Bosnie-Herzégovine